# Seroczyńszczyzna
Seroczyńszczyzna [sɛrɔt͡ʂɨɲʂˈt͡ʂɨzna] est une localité polonaise de la gmina de Krynki dans le powiat de Sokółka et dans la voïvodie de Podlachie. 